# Lilla Höggarn

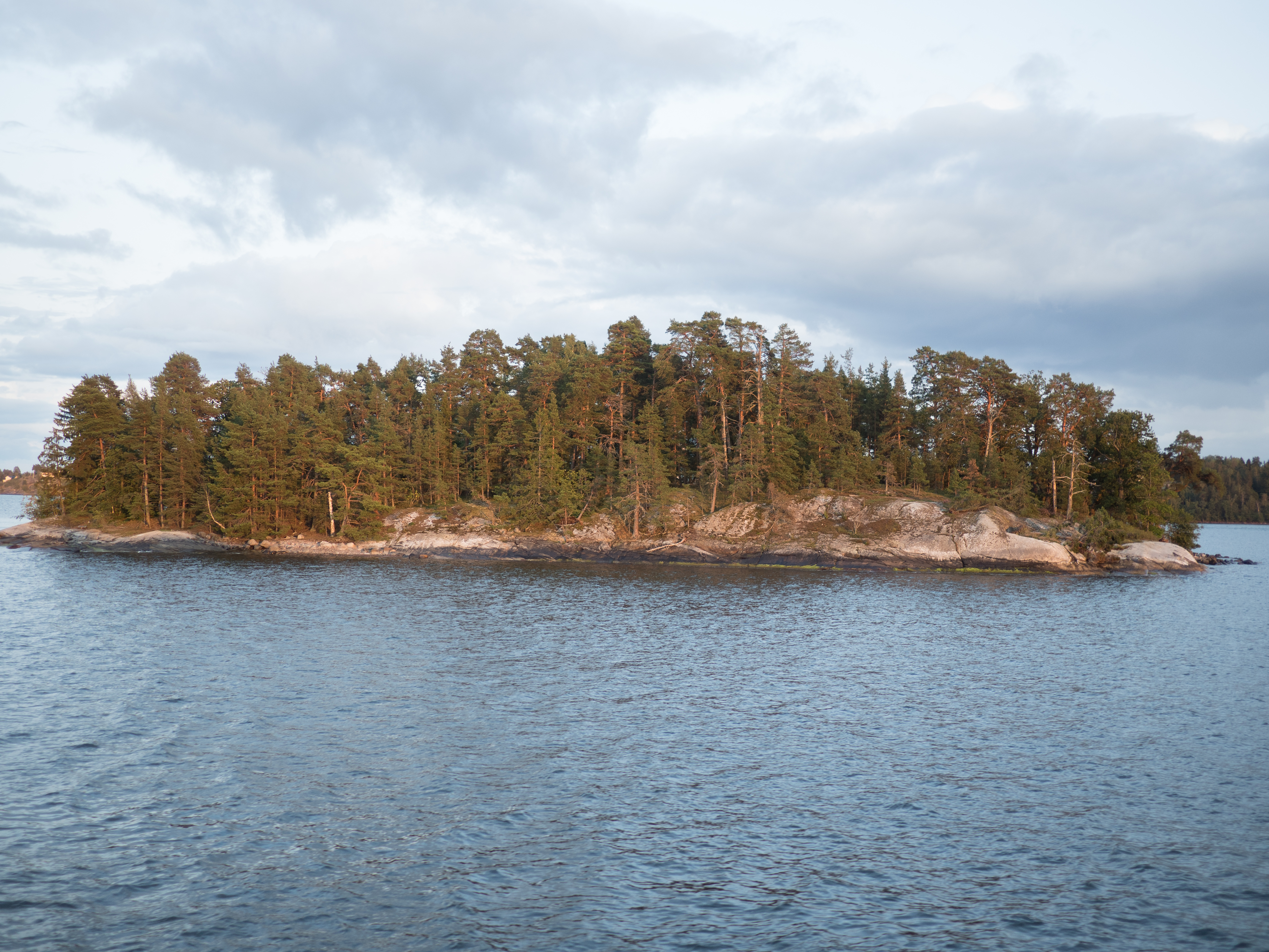
Lilla Höggarn

Lilla Höggarn ist eine zu Schweden gehörende Insel im Stockholmer Schärengarten.
Die unbewohnte, unbebaute und bewaldete Insel gehört zur Gemeinde Lidingö. Nordwestlich liegt die Insel Båtsmanshättan, nordöstlich Stora Höggarn. Nördlich und südlich Lilla Höggarns verläuft die Passage von der Ostsee nach Stockholm. Lilla Höggarn erstreckt sich von Norden nach Süden über etwa 140 Meter, bei einer Breite von bis zu 100 Metern.
Nördlich der Insel liegt aufrecht, in einer Tiefe von 22 bis 40 Metern das Wrack der am 16. Februar 1957 gesunkenen Harburg. Das 1919 in Rendsburg gebaute Schiff war nach einer Kollision mit der TM Tinny aus Göteborg gesunken. Bei dem Unglück kamen 10 Menschen ums Leben.